# Ghughuli
Ghughuli è una suddivisione dell'India, classificata come nagar panchayat, di 10.312 abitanti, situata nel distretto di Maharajganj, nello stato federato dell'Uttar Pradesh. 